# Гомосексуальність у підлітковому віці
Підлітковий вік – це етап життя, який характеризується сильними змінами як на психологічному, так і на фізичному рівнях: діти шукають власного самоусвідомлення ідентичності, а сексуальність є фундаментальною частиною в побудові гендерної ідентичності. Підліток, який усвідомлює, що його приваблюють однолітки своєї статі, також може зіткнутися з проблемою негайного прийняття: спокійно поставитися до цього питання дуже важливо для отримання необхідної впевненості в собі.

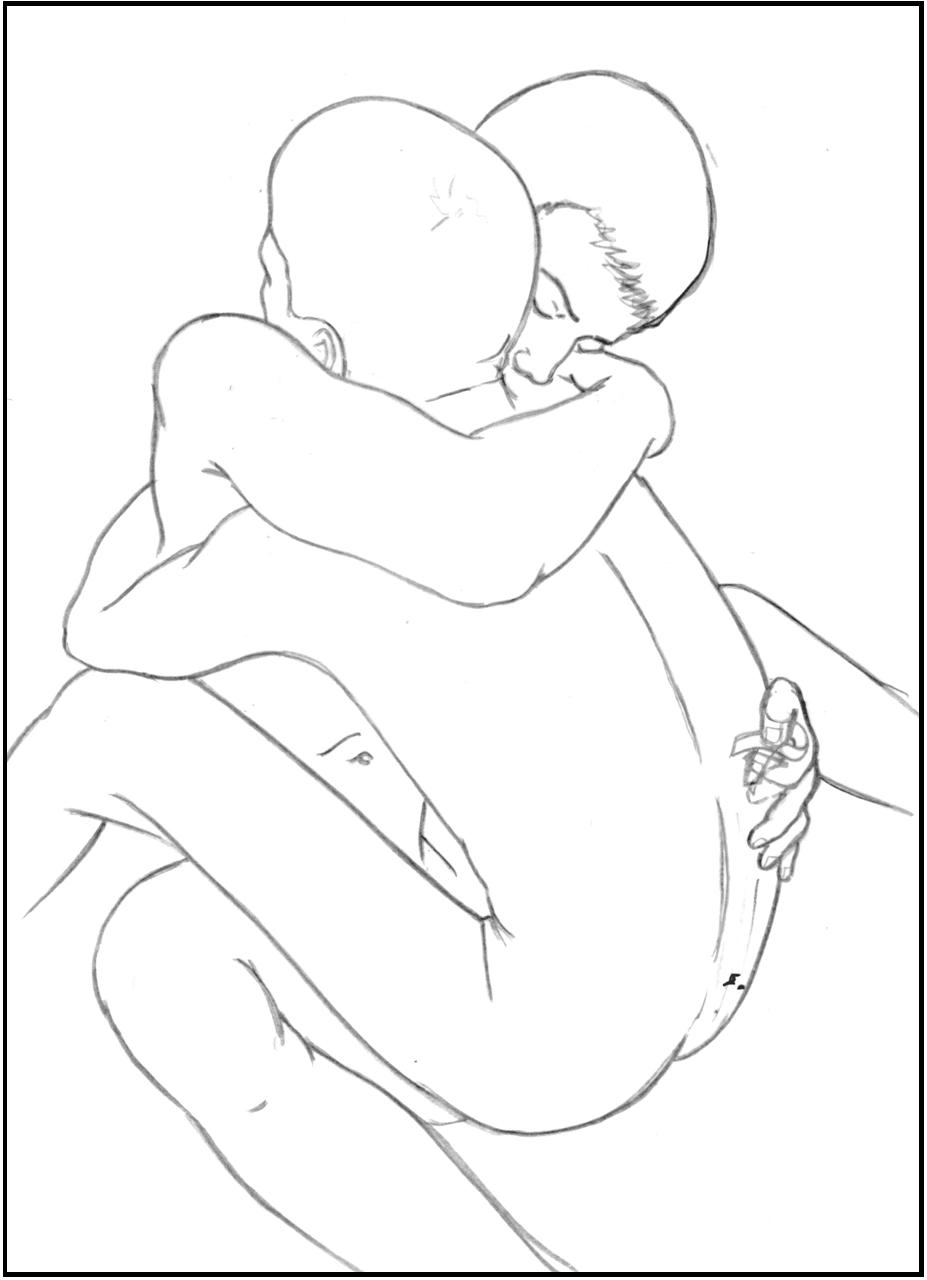
Любовний акт між двома хлопчиками-підлітками.

Сумнів і, як результат, плутанина також можуть призвести до серйозних форм страху та самозречення; різні дослідження показують, що значна частина підлітків-геїв відчуває себе відкинутою сім'єю та/або оточуючим середовищем, настільки, що багато експертів рекомендують шукати суттєвої підтримки у груп однолітків (людей того ж віку). і в тій самій ситуації), щоб їм можна було допомогти на шляху до ідеального прийняття.

## Формування особистості
Прийняття сексуальної ідентичності – це процес, який розвивається з часом, завдяки якому підлітки повністю усвідомлять свою гендерну ідентичність і сексуальну орієнтацію. Хлопчики-геї, крім того, що їм доводиться стикатися з завданнями, які вимагає цей конкретний період існування, і кризами, які він тягне за собою, часто також змушені переживати ситуації реальної дискримінації та негативних повідомлень, спрямованих на них із сімейного оточення, з боку школи чи релігійних організацій. один або спільнота друзів.
 
Під час формування ідентичності та протягом підліткового періоду одним із найпоширеніших і очевидних місць порівняння є група однолітків: діти можуть порівнювати між собою еволюцію свого тіла, переосмислювати стосунки з батьками, зробити свої почуття взаємними через соціалізацію та особисті навички спілкування. У багатьох із цих випадків досягається компроміс між найінтимнішими та особистими думками та зовнішніми думками однолітків.
Так само в підлітковому віці також можуть виникати інтенсивні переживання, які, сентиментально та емоційно, призводять до «гей-ситуації»: у тому ж дослідженні, спрямованому на розпізнавання своєї сексуальності, значна частина підлітків експериментує з невиразними сексуальними іграми з своїх однолітків тієї ж статі але це не обов’язково призводить до сумніву щодо власної сексуальності.
Гомосексуальна поведінка, як і гетеросексуальна поведінка, не може бути визначена ізольовано в простий сексуальності, але також і перш за все в сильному емоційному та афективному почутті, у безперервній взаємодії та потягу до об’єкта бажання.
У культурному відношенні гомосексуальність є станом, який не вітається, особливо в найбільш консервативних суспільствах, головним чином з релігійних причин, але не тільки.

## Модель Troiden
Дослідник Річард Р. Тройден у 1981 році підсумував формування гомосексуальної ідентичності за чотирма етапами; на думку автора, не всі люди, які мали певний гомосексуальний досвід у підлітковому віці, зрештою набувають гейської чи лесбійської ідентичності. У таблиці описані чотири фази:
| Стадіон                  | характеристики | Вік                                                |
| ------------------------ | --- | -------------------------------------------------- |
| Підвищення обізнаності   | Ви певним чином відчуваєте відмінність від своїх однолітків. Негативні жарти та ярлики призводять до інтерналізації редуктивно поганого уявлення про себе. | До статевого дозрівання                            |
| Спантеличеність          | Ви починаєте визнавати власні почуття та поведінку, які інші можуть заклеймувати як гомосексуальні. Ви починаєте відчувати велику невпевненість і страх, що нові імпульси, які ви починаєте відчувати, можуть бути визнані соціально принизливими.                                    | Жінки 18 років. </br> Чоловіки 17 років.           |
| Припущення тотожності    | Це крок, який зменшує соціальну ізоляцію за рахунок розширення контактів і знань з іншими, хто відчуває те саме. Основним завданням цієї фази є навчитися справлятися з будь-якою соціальною стигмою, яка, як правило, відчувається без будь-якої підтримки з боку родини походження. | Дівчата 21-23 роки. </br> Чоловіки 19-21 рік.      |
| Інтеграція та відданість | Гомосексуальне почуття, яке людина відчуває, нарешті інтегрується в усі аспекти життя, і це відображається як у екзистенційному, так і в романтичному виборі. Ідентифікація з групою посилюється, із зростанням самозадоволення та щастя.                                             | Жінки 22-23 роки. </br> Чоловіки 21-24 роки. </br> |

Усі описані Тройденом фази характеризуються високим рівнем стресу. Стратегії, які в деяких випадках використовуються підлітками для управління цими емоціями, можуть бути такими: 
1. Заперечення: імпульси та почуття постійно заперечуються;
2. Профілактика: усвідомлюючи власні гомосексуальні потяги та почуття, хлопець уникає всіх тих ситуацій, які можуть викликати такі потяги та почуття, таким чином усе більше ізолюючи себе;
3. Ремонт: хлопець намагається виправити ту поведінку та почуття, які він вважає більш гомосексуальними, роблячи все можливе, щоб поводитися максимально гетеросексуально. Багато хто перебільшує цю тенденцію, здаючись надзвичайно мужнім/жіночим в очах інших, щоб показати (і довести собі), що насправді вони не мають схильності до людей своєї статі.

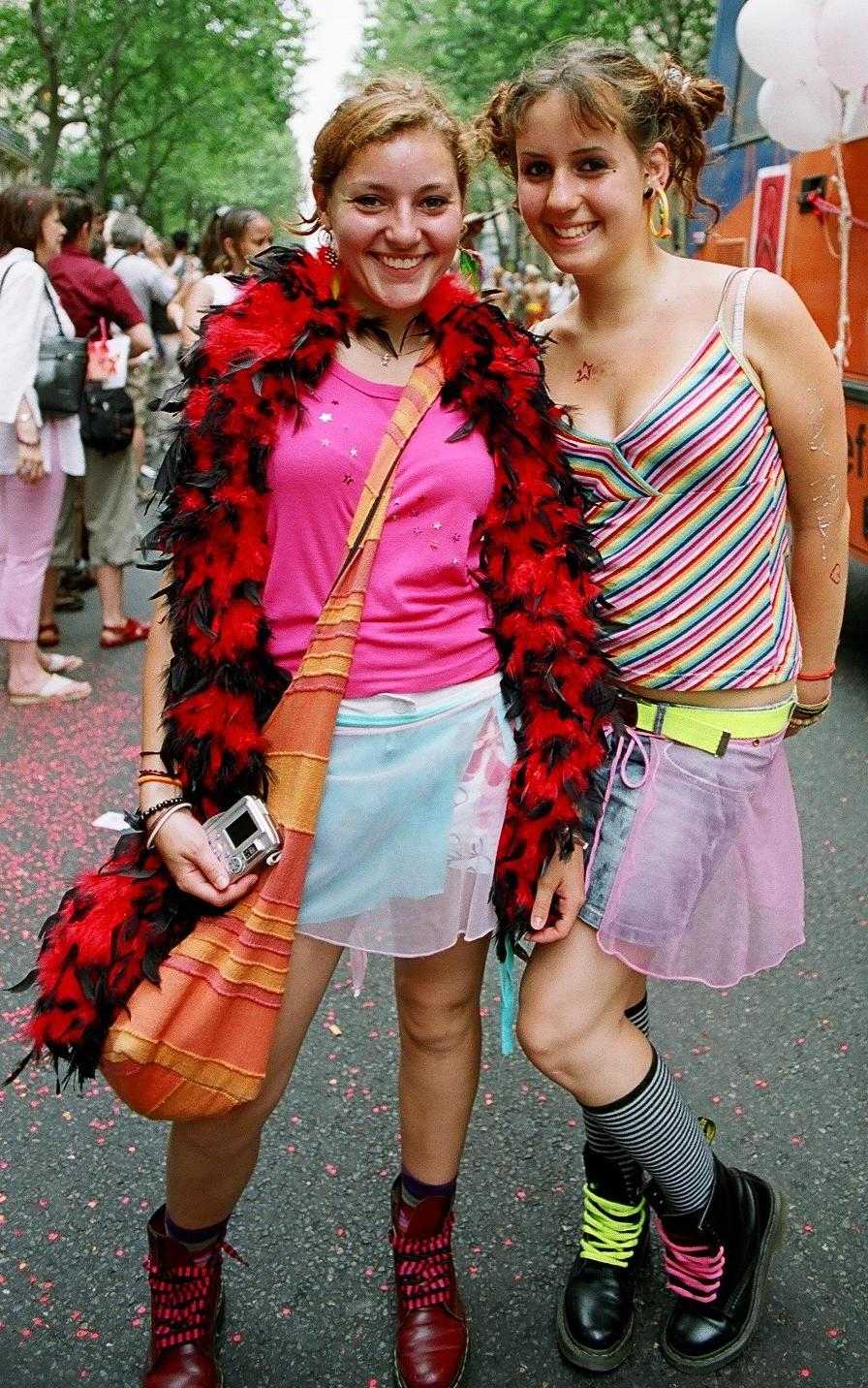
Пара дівчат на гей-параді в Парижі в 2005 році

## Підлітковий вік і гомосексуальна орієнтація
Багато молодих геїв свідчать, що через свою орієнтацію відчували себе відкинутими сім'ями; Подібним чином багато людей також піддаються остракізму з боку друзів, релігійної спільноти, до якої вони належать, а також зазнають принижень у школі та в суспільстві загалом.
Якщо їх позбавити будь-якої підтримки, деякі з них можуть стати на шлях чоловічої проституції, що призведе до підвищення рівня ризикованої поведінки, включаючи вживання наркотиків.
Психологічно самоізоляція та відчуження можуть призвести до депресії та тривожних розладів а також до справжніх психічних розладів. Нарешті, з різних досліджень можна зробити висновок, що спроби самогубства молодих людей геями та лесбійками принаймні вдвічі вищі, ніж середні показники їхніх гетеросексуальних однолітків.

### Камінг-аут
Одним із найважливіших моментів для кожного молодого гея є, безумовно, «камінг-аут», у міжнародному масштабі називається «coming out»: тобто публічне визнання свого сексуального потягу та гей-емоційних почуттів. Відповідь може варіюватися від теплого прийому до відвертої ворожості.

### Булінг і гомофобія в школах
Гомофобне знущання – це будь-який вид шкоди (тобто психологічної, фізичної та моральної), заподіяної тим, хто навіть на вигляд має сексуальну орієнтацію, відмінну від гетеросексуальної. Фактичне насильство в школі та явище ізоляції заважають брати участь у повноцінному та безпосередньому суспільному житті: ці форми домагань також можуть підживлюватися культурними упередженнями, які багато дорослих передають своїм дітям.

Прапор гордості ЛГБТ

### Суїцид серед гомосексуальних підлітків
Для ЛГБТ-молоді та підлітків, порівняно із загальним населенням, більша ймовірність вчинення принаймні однієї спроби самогубства, хоча важко визначити точний відсоток, оскільки справжня сексуальна мотивація залишається прихованою (особливо в цьому віці).

## Мистецтво
- Евріал і Ніс вбивають Рамнета . Гравюра Бартоломео Пінеллі, ймовірно, відтворює випадок підліткової гомосексуальності, яку можна впізнати в позах двох із трьох дуже молодих слуг італійського короля (однак стосунків немає в уривку Енеїди, про який йдеться у творі, що викликає запитання).

## Кіно
- Булінг
- Самогубство Джеймі Родемейера
- Гомофобія
- Самогубства серед ЛГБТ-підлітків
- Гомосексуальність

Тема усвідомлення своєї гомосексуальності в підлітковому віці також порушувалася в кіно і в деяких телефільмах, особливо в третьому тисячолітті.
Серед фільмів, які розповідають про це, багато з яких мають азіатське походження та ніколи не розповсюджувалися в Європі, є:
- Особлива дружба, французький фільм 1964 року, заснований на однойменному романі Роджера Пейрефіта. Чотирнадцятирічний підліток починає заборонені стосунки з однокласником, який на кілька років молодший.
- Du er ikke alene, датський фільм 1978 року. Романтичні стосунки, які розквітають між двома дітьми, одному шістнадцять років, а іншому дванадцять, у школі, заснованій на суворих релігійних правилах.
- Vor een verloren soldaat, голландський фільм 1992 року. Дванадцятирічний хлопчик одразу після закінчення останньої світової війни прив’язується до молодого канадського солдата, якому ще за двадцять, і закохується в нього. Цей досвід залишиться ніжним відбитком у його серці на все життя.
- L'età acerba, французький фільм 1994 року про романтичні стосунки між двома підлітками в інтернаті на початку 1960-х.
- Nagisa no Shindobaddo, японський фільм 1995 року. Сором'язливий і замкнутий хлопець намагається зізнатися у своїх почуттях до свого однокласника.
- Краса, британський фільм 1996 року. Ніжна історія кохання двох хлопчиків-сусідів.
- Джонс, американський фільм про вуличне життя двох підлітків, один з яких закоханий в іншого.
- Покажи мені любов. Шведський фільм 1998 року. Початок стосунків між двома шістнадцятирічними дівчатами, які навчаються в одній школі в маленькому містечку шведської провінції
- Приховані життя, 1998 Британський фільм.
- Крампак, іспанський фільм 2000 року. Двоє підлітків проводять разом канікули в будиночку на пляжі. Один із них намагається спокусити свого друга, який, однак, виявляється незмінно прямолінійним.
- «Майже нічого», французький фільм 2000 року. Літо, проведене разом, між суперечками та примиреннями, двома вісімнадцятирічними хлопцями.
- Брехня, американський фільм 2001. Перший сексуальний досвід хлопця-гея.
- À cause d'un garçon, французький фільм 2002 року. Молодий чоловік бореться з виходом у світ перед своєю родиною та друзями.
- Sommersturm, німецький фільм 2004 року. Сильний потяг, який відчуває підліток до того, хто завжди був його найкращим другом.
- Загадкова шкіра, американський фільм 2004 року.
- Тайванський фільм «Формула 17» 2004 року. Хлопець переїжджає з села до столиці з наміром нарешті в когось закохатися.
- Цукор, канадський фільм 2004 року. Підліток через любов до старшого хлопчика вирішує подорожувати з ним вуличним життям і чоловічою проституцією.
- Мій прекрасний син, 2005 китайський фільм.
- Підліток Максимо Оліверос, 2005 рік, філіппінський фільм. Жіночий підліток змушений вибирати між коханням до поліцейського та вірністю своїй родині.
- Вічне літо, тайванський фільм 2006 року. Любовний трикутник між однокласниками, двома хлопцями та дівчиною.
- The History Boys, 2006 Британський фільм, дія якого відбувається на початку 1980-х років і розповідає про щоденні події групи хлопців, які навчаються в одній школі.
- Серія «Такумі-кун» (2007-11), серія з п'яти японських фільмів, заснованих на манзі яой. Він розповідає сентиментальні історії групи старшокласників, які живуть в інтернаті приватної школи.
- Водяні лілії, французький фільм 2007 року. Дівчина закохана в свого друга.
- «Любов до Сіаму», тайський фільм 2007 року. Історія романтичного кохання між підлітком-гомосексуалістом і його найкращим другом.
- Kindan no koi, 2008 японський фільм.
- Taiikukan Baby, японський фільм 2008 року. Романтична історія двох підлітків, один з яких закоханий в іншого.
- Ang lihim ni Antonio, філіппінський фільм 2008 року.
- Я вбив свою маму, французький фільм 2009 року. Трагічне усвідомлення своєї гомосексуальності підлітка, якому перешкоджає мати.
- Хлопець, філіппінський фільм 2009 року. Хлопець з хорошої сім'ї починає стосунки з хлопцем-ровесником, який танцює в нічному клубі.
- Парад, 2010 Японський фільм. Одна з героїнь – повія-підліток.
- Переваги скромників, американський фільм 2012.
- Хлопчики, голландський фільм 2014 року. Він розповідає про подорож самосвідомості підлітка до своєї гомосексуальності.
- Гордість. англійський фільм 2014
- Поцілунок, італійський фільм 2016
- Знущання до смерті, італо-американський фільм 2016 року.
- Die Mitte der Welt, німецький фільм 2016 року. Хлопчик-гей відчуває потяг до нової однокласниці, але між ним і його другом виникне ревнощі.
- Fair Haven, американський фільм 2016. Хлопчик-гей повертається до свого міста після тривалої терапії, щоб знову стати гетеросексуалом, але зустрічає свого колишнього хлопця.
- Назви мене своїм іменем, наполовину італійський, наполовину американський фільм 2017 року. Історія кохання 17-річної дівчини та старшого хлопця.
- З любов'ю, Саймон, американський фільм 2018 року, 17-річний хлопець приховує таємницю — бути геєм. Зовнішні причини виявляють гомосексуальність.